# Kórnik
Kórnik [ˈkurɲik] (en alemán: Kurnik, antes conocida como Burgstadt) es una ciudad del voivodato de Gran Polonia, en el centro del país. Se encuentra a 25 kilómetros al sur de Poznań y es uno de los destinos turísticos más importantes de la región de Gran Polonia, destacando su castillo del siglo XIV.
Hasta 1961 había dos ciudades separadas: Kórnik y Bnin, ambas fundadas en la Edad Media (Bnin obtuvo los derechos de ciudad en 1395 y Kórnik en 1426) y separadas a tan solo un kilómetro de distancia. Bnin perdió sus derechos de ciudad en 1934, y en 1961 pasó a formar parte de Kórnik. La ciudad ampliada también incluye el antiguo asentamiento de Prowent, lugar de nacimiento de la poetisa y premio nobel de literatura Wisława Szymborska.
Durante la Segunda Guerra Mundial, Kórnik (rebautizada como Burgstadt) fue anexionada por la Alemania nazi durante la invasión a Polonia en 1939. El 20 de octubre de ese mismo año tuvo lugar un pogromo que terminó con la vida de quince residentes locales, realizado por miembros de la Einsatzgruppen operativos durante la Operación Tannenberg.

## Atracciones

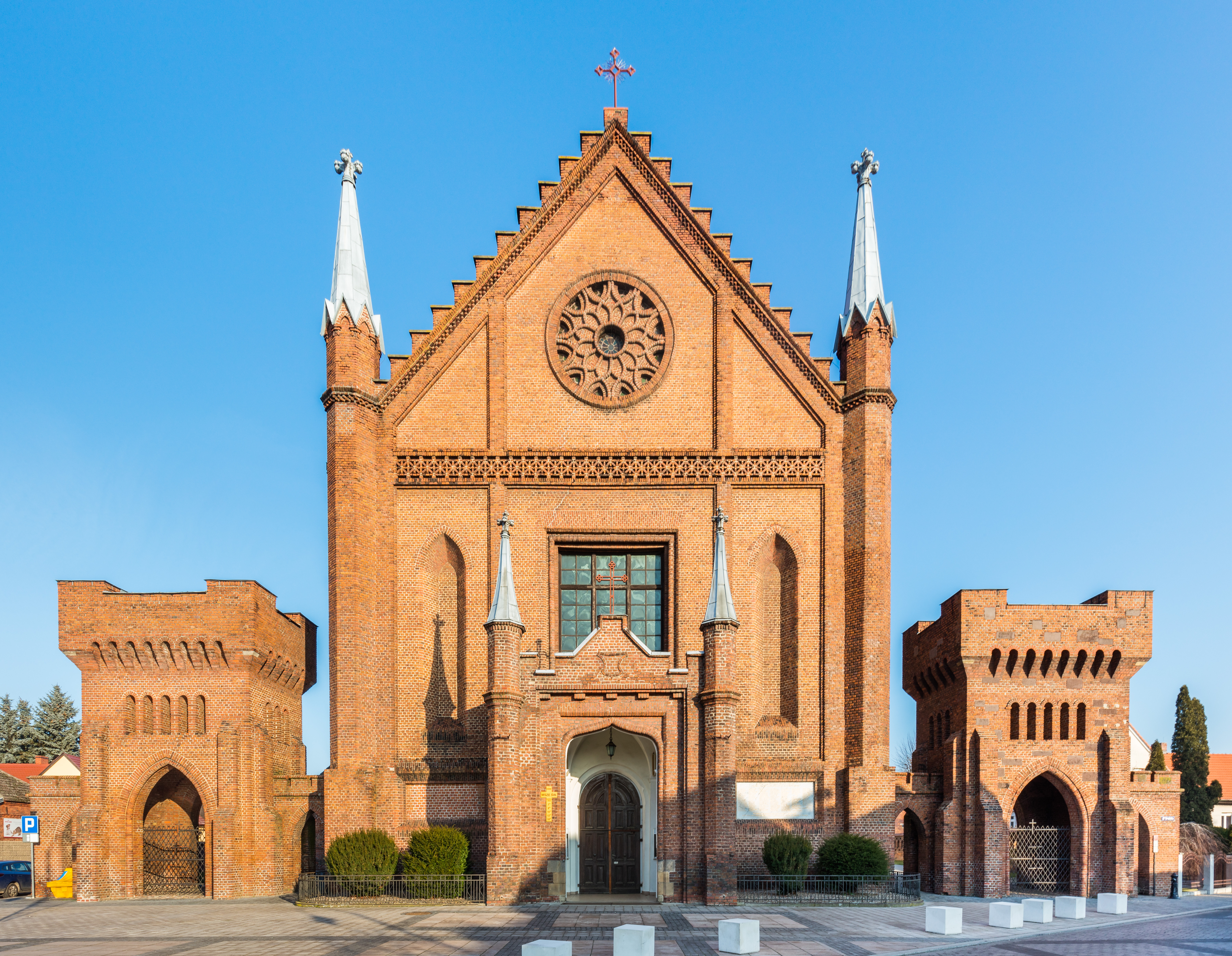
Iglesia de Todos los Santos.

- Castillo de Kórnik. Fue construido en el siglo XIV, pero diseñado y reconstruido en el siglo XVIII adoptando un estilo neogótico por el arquitecto Karl Friedrich Schinkel para la familia Działyński.[2]
- Ayuntamientos de Kórnik y Bnin. El ayuntamiento de Kórnik fue construido en 1907 como una sala neo-barroca; mientras que el de Bnin data de finales del siglo XVIII.
- Biblioteca de Kórnik. La biblioteca de Kórnik es una de las más importantes de Polonia, fundada por Tytus Działyński en 1828. Actualmente la biblioteca, a pesar de que fue saqueada por los nazis durante la Segunda Guerra Mundial, es una de las cinco bibliotecas más grandes del país y contiene aproximadamente 400.000 volúmenes, entre ellos 30.000 libros con más de 150 años de edad, y 14 mil manuscritos. Desde 1953 ha formado parte de la Biblioteca Nacional de Polonia.[3]
- Iglesia de Todos los Santos.